# Liste des quartiers d'affaires de Nice
Cet article concerne une liste des quartiers d'affaires de Nice dans les Alpes-Maritimes. Il existe plusieurs quartiers d'affaires dispersés à travers la ville dont l'Arénas, Nice - La Plaine, Forum Nord, Saint-Isidore et deux autres qui sont actuellement en construction, Nice Méridia et Nice Plazza (une extension de l'historique de l'Arénas).

## L'Arénas
L'Arénas est le plus ancien quartier d'affaires de Nice, il fut achevé en 1985. À cette époque, Nice avait fortement besoin d'un lieu pour accueillir des sièges d'entreprises. La construction prévoyait au départ seulement deux immeubles de bureaux, cependant aujourd'hui l'Arenas est devenu un véritable parc d'affaires de 17 hectares soit 175 000 m2 de bureaux. Ce chiffre devrait grimper avec la construction du Nice Plazza, comprenant également un multiplexe cinéma, un bowling, des hôtels et restaurants.
L'Arénas, grâce à son emplacement idéalement situé à Nice-Ouest, face à l'aéroport et à proximité de la gare multimodale TGV de Saint-Augustin, reste aujourd'hui le premier quartier d'affaires azuréen. Il est situé au 455 Promenade des Anglais.
Les entreprises qui ont su faire confiance à cette zone d'aménagement sont notamment le Crédit mutuel, la Caisse d’Epargne Côte d'Azur, Gelazur, le Crédit lyonnais, BPCA, Dexia, le Crédit local de France, Meunier Méditerranée, Easyparapharmacie, George V...
Le siège de la Communauté urbaine Nice Côte d'Azur, divers services municipaux, le lycée hôtelier Jeanne et Paul Augier le parc floral Phœnix et le campus de l'Edhec y sont également implantés.

## Nice-La Plaine
Construit cinq ans après l'Arénas, en 1990, également à Nice-Ouest, à cinq minutes de l'Aéroport de Nice-Côte d'Azur et proche de la sortie 51 Nice-Saint Augustin de l'autoroute urbaine nord A8, Nice La Plaine a su attirer des entreprises de télécommunications comme SFR, Siemens ou TDF ainsi que des entreprises du secteur automobile. 
Les 20 hectares, soit 100 000 m2 de bureaux, sont partagés entre entreprises et administrations, où siège notamment .... Le conseil général, qui s'y trouvait, a déménagé non loin, dans le CADAM (Centre administratif des Alpes-Maritimes).

## Nice Méridia
Le Nice Méridia est en train de voir le jour au cœur de la plaine du Var, dans les quartiers ouest de la métropole azuréenne. Il se veut le second centre-ville de Nice, afin de dynamiser l'ouest niçois à dominante résidentielle du fait des collines. Méridia sera également un technopôle à l'image du plus ancien mais tout proche Sophia Antipolis.
Cette zone, au nord du quartier HLM des Moulins un des quartiers sensibles de Nice, est classée Zone d'intérêt économique générale.

## Saint-Isidore
Le quartier Niçois de Saint-Isidore, à l'extrême Nord de la ville, est situé sur l'ancien parc d'attractions Zygofolis, qui aujourd'hui sert de Parc d'Activités Logistiques (le PAL), où sont implantées des entreprises comme UPS et Fedex.
Créé en 1996 sur 24 hectares, il a permis d'éviter le trop plein de camion dans le centre de Nice déjà saturé à cause du "tout automobile". St-Isidore est également une zone commerciale où des enseignes comme E.Leclerc, FLY, Basika et Alcatel se sont implantées dans les années 1970-80.